# Ilmanowka (mijanka)
Ilmanowka (ros. Ильмановка) – mijanka i przystanek kolejowy w miejscowości Ilmanowka, w rejonie olenińskim, w obwodzie twerskim, w Rosji. Położona jest na linii Moskwa - Siebież.